# Alfred Aho
Dr. Alfred V. Aho (Timmins (Ontario), 9 augustus 1941) is een Amerikaans computerwetenschapper van Canadese afkomst. Hij werkte voor de Bell Labs en is professor in de computerwetenschap bij de Columbia University.
Hij is het beroemdst voor zijn verwezenlijking van de scripttaal AWK met Brian Kernighan en Peter Weinberger (de 'A' staat voor „Aho“), en zijn mede-auteurschap van Compilers: Principes, Technieken en Hulpmiddelen (het „drakenboek“) met Ravi Sethi en Jeffrey Ullman. Dr. Aho heeft vele prestigieuze prijzen ontvangen en eredoctoraten gekregen van de Universiteit van Waterloo en de Universiteit van Helsinki in Finland.